# Algéria az 1992. évi nyári olimpiai játékokon
Algéria a spanyolországi Barcelonában megrendezett 1992. évi nyári olimpiai játékok egyik részt vevő nemzete volt. Az országot az olimpián 7 sportágban 35 sportoló képviselte, akik összesen 2 érmet szereztek.

## Érmesek
| Érem  | Versenyző         | Sportág   | Versenyszám |
| ----- | ----------------- | --------- | ----------- |
| Arany | Hassiba Boulmerka | Atlétika  | Női 1500 m  |
| Bronz | Hoszin Szoltáni   | Ökölvívás | Pehelysúly  |

## Atlétika
Férfi
| Versenyző          | Versenyszám    | Előfutam | Előfutam | Előfutam | Elődöntő | Elődöntő | Elődöntő | Döntő   | Döntő    |
| Versenyző          | Versenyszám    | Idő      | Hely.    | Össz.    | Idő      | Hely.    | Össz.    | Idő     | Helyezés |
| ------------------ | -------------- | -------- | -------- | -------- | -------- | -------- | -------- | ------- | -------- |
| Réda Abdenouz      | 800 m          | 1:46,82  | 2.       | 10.      | 1:46,06  | 3.       | 6.       | 1:48,34 | 7.       |
| Noureddine Morceli | 1500 m         | 3:37,98  | 1.       | 9.       | 3:39,22  | 1.       | 12.      | 3:41,70 | 7.       |
| Aïssa Bel Aout     | 5000 m         | 15:02,76 | 12.      | 50.      |          |          |          | kiesett | kiesett  |
| Azzedine Brahmi    | 3000 m akadály | 8:28,01  | 4.       | 8.       | 8:25,85  | 5.       | 6.       | 8:20,71 | 8.       |
| Mohamed Salmi      | Maraton        |          |          |          |          |          |          | 2:26:56 | 59.      |

| Versenyző           | Versenyszám | Selejtező | Selejtező | Döntő    | Döntő    |
| Versenyző           | Versenyszám | Eredmény  | Helyezés  | Eredmény | Helyezés |
| ------------------- | ----------- | --------- | --------- | -------- | -------- |
| Yacine Mousli       | Magasugrás  | 210 cm    | 33.*      | kiesett  | kiesett  |
| Abdel Kader Klouchi | Távolugrás  | 533 cm    | 46.       | kiesett  | kiesett  |
| Lotfi Khaïda        | Hármasugrás | 16,31 m   | 23.       | kiesett  | kiesett  |

Női
| Versenyző         | Versenyszám | Előfutam | Előfutam | Előfutam | Elődöntő | Elődöntő | Elődöntő | Döntő   | Döntő    |
| Versenyző         | Versenyszám | Idő      | Hely.    | Össz.    | Idő      | Hely.    | Össz.    | Idő     | Helyezés |
| ----------------- | ----------- | -------- | -------- | -------- | -------- | -------- | -------- | ------- | -------- |
| Hassiba Boulmerka | 1500 m      | 4:09,91  | 1.       | 15.      | 4:03,81  | 1.       | 2.       | 3:55,30 |          |

* - öt másik versenyzővel azonos eredményt ért el

## Birkózás
Kötöttfogású
| Versenyző         | Versenyszám | Csoportkör                                                                              | Csoportkör | Helyosztók        | Helyosztók        | Helyosztók        | Bronz- mérkőzés   | Döntő             | Helyezés    |
| Versenyző         | Versenyszám | Csoportkör                                                                              | Csoportkör | 9. helyért        | 7. helyért        | 5. helyért        | Bronz- mérkőzés   | Döntő             | Helyezés    |
| Versenyző         | Versenyszám | Ellenfél Eredmény                                                                       | Hely.      | Ellenfél Eredmény | Ellenfél Eredmény | Ellenfél Eredmény | Ellenfél Eredmény | Ellenfél Eredmény | Helyezés    |
| ----------------- | ----------- | --------------------------------------------------------------------------------------- | ---------- | ----------------- | ----------------- | ----------------- | ----------------- | ----------------- | ----------- |
| Mazouz Ben Djedaa | 68 kg       | A csoport · Abdollah Chamangoli (IRI) · 0-6 · Kim Szongmun (Kim Seong-Mun) (KOR) · 0-15 | 10.        | kiesett           | kiesett           | kiesett           | kiesett           | kiesett           | helyezetlen |
| Youssef Bouguerra | 74 kg       | A csoport · Anton Marchl (AUT) · 3-11 · Torbjörn Kornbakk (SWE) · 1-17                  | 9.         | kiesett           | kiesett           | kiesett           | kiesett           | kiesett           | helyezetlen |

## Cselgáncs
Férfi
| Versenyző          | Versenyszám | Selejtező                     | 32-es főtábla                      | Nyolcaddöntő                   | Negyeddöntő                       | Elődöntő          | Vigaszág első kör           | Vigaszág nyolcaddöntő | Vigaszág negyeddöntő                  | Vigaszág elődöntő | Bronz- mérkőzés   | Döntő             | Helyezés |
| Versenyző          | Versenyszám | Ellenfél Eredmény             | Ellenfél Eredmény                  | Ellenfél Eredmény              | Ellenfél Eredmény                 | Ellenfél Eredmény | Ellenfél Eredmény           | Ellenfél Eredmény     | Ellenfél Eredmény                     | Ellenfél Eredmény | Ellenfél Eredmény | Ellenfél Eredmény | Helyezés |
| ------------------ | ----------- | ----------------------------- | ---------------------------------- | ------------------------------ | --------------------------------- | ----------------- | --------------------------- | --------------------- | ------------------------------------- | ----------------- | ----------------- | ----------------- | -------- |
| Abdel Hakim Harkat | Harmatsúly  | erőnyerő                      | Israel Hernández (CUB) · 0000-0010 |                                |                                   |                   | Dănuţ Pop (ROU) · 0000-0100 | kiesett               | kiesett                               | kiesett           | kiesett           |                   | 17.      |
| Meziane Dahmani    | Könnyűsúly  | Avad Mahmúd (SUD) · 1000-0000 | Jason Trevisan (MLT) · 1000-0000   | Joaquín Ruiz (ESP) · 1000-0000 | Hajtós Bertalan (HUN) · 0000-1000 |                   |                             |                       | Khaliuny Boldbaatar (MGL) · 0000-0100 | kiesett           | kiesett           |                   | 9.       |

Női
| Versenyző           | Versenyszám | Selejtező                      | Nyolcaddöntő                     | Negyeddöntő                          | Elődöntő                       | Vigaszág nyolcaddöntő | Vigaszág negyeddöntő | Vigaszág elődöntő | Bronz- mérkőzés                  | Döntő             | Helyezés |
| Versenyző           | Versenyszám | Ellenfél Eredmény              | Ellenfél Eredmény                | Ellenfél Eredmény                    | Ellenfél Eredmény              | Ellenfél Eredmény     | Ellenfél Eredmény    | Ellenfél Eredmény | Ellenfél Eredmény                | Ellenfél Eredmény | Helyezés |
| ------------------- | ----------- | ------------------------------ | -------------------------------- | ------------------------------------ | ------------------------------ | --------------------- | -------------------- | ----------------- | -------------------------------- | ----------------- | -------- |
| Szalíma esz-Szuákri | Légsúly     | Donna Hilton (NZL) · 0010-0000 | María Villapol (VEN) · 0010-0000 | Michaela Bornemann (AUT) · 0001-0000 | Cécile Nowak (FRA) · 0000-1000 |                       |                      |                   | Amarilis Savón (CUB) · 0000-0010 |                   | 5.       |

## Ökölvívás
| Versenyző           | Versenyszám   | Selejtező                                      | Nyolcaddöntő                   | Negyeddöntő                         | Elődöntő                  | Döntő             | Helyezés |
| Versenyző           | Versenyszám   | Ellenfél Eredmény                              | Ellenfél Eredmény              | Ellenfél Eredmény                   | Ellenfél Eredmény         | Ellenfél Eredmény | Helyezés |
| ------------------- | ------------- | ---------------------------------------------- | ------------------------------ | ----------------------------------- | ------------------------- | ----------------- | -------- |
| Mohamed Haioun      | Papírsúly     | Valentin Barbu (ROU) · 2-11                    | kiesett                        | kiesett                             | kiesett                   | kiesett           | 17.      |
| Yacine Sheikh       | Légsúly       | Anatoly Filippov (EUN) · 5-3                   | Robbie Peden (AUS) · KO        | kiesett                             | kiesett                   | kiesett           | 9.       |
| Slimane Zengli      | Harmatsúly    | Csang Kuang-ping (Zhang Guangping) (CHN) · 4-0 | Mohamed Achik (MAR) · 8-12     | kiesett                             | kiesett                   | kiesett           | 9.       |
| Hoszin Szoltáni     | Pehelysúly    | Jorge Miguel Maglioni (ARG) · RSC              | Carlos Gerena (PUR) · 23-0     | Victoriano Damián Sosa (DOM) · 13-4 | Andreas Tews (GER) · 1-11 | kiesett           |          |
| Laïd Bouneb         | Kisváltósúly  | Szandíp Gollen (IND) · 11-4                    | Christopher Henry (BAR) · 17-3 | Mark Leduc (CAN) · 1-8              | kiesett                   | kiesett           | 5.       |
| Noureddine Meziane  | Nagyváltósúly | Abrar Hussain Syed (PAK) · 7-0                 | Ole Klemetsen (NOR) · 3-14     | kiesett                             | kiesett                   | kiesett           | 9.       |
| Ahmed Dine          | Középsúly     | Tommaso Russo (ITA) · 6-4                      | Raymond Joval (NED) · 22-14    | Chris Byrd (USA) · 2-21             | kiesett                   | kiesett           | 5.       |
| Mohamed Ben Guesmia | Félnehézsúly  | Raimundo Yant (VEN) · 15-11                    | Wojciech Bartnik (POL) · 3-14  | kiesett                             | kiesett                   | kiesett           | 9.       |

RSC - a játékvezető megállította a mérkőzést

## Röplabda

### Férfi
| Algériai férfi röplabdacsapat-játékoskeret                                                       | Algériai férfi röplabdacsapat-játékoskeret                                           |
| ------------------------------------------------------------------------------------------------ | ------------------------------------------------------------------------------------ |
| - El-Tayeb El-Hadj Ben Khelfallah - Krimo Bernaoui - Ali Dif - Faycal Gharzouli - Mourad Malaoui | - Adel Sennoun - Mourad Sennoun - Foudil Taalba - Faycal Tellouche - Lies Tizioualou |

#### Eredmények
Csoportkör
B csoport
|                         |      | Mérkőzések | Mérkőzések | Szettek | Szettek | Szettek | Pontok | Pontok | Pontok |
| Csapat                  | Pont | Gy         | V          | Sz+     | Sz–     | SzA     | P+     | P–     | PA     |
| ----------------------- | ---- | ---------- | ---------- | ------- | ------- | ------- | ------ | ------ | ------ |
| Brazília (BRA)          | 10   | 5          | 0          | 15      | 2       | 7,500   | 248    | 165    | 1,503  |
| Kuba (CUB)              | 9    | 4          | 1          | 13      | 5       | 2,600   | 231    | 180    | 1,283  |
| Egyesített Csapat (EUN) | 8    | 3          | 2          | 11      | 7       | 1,571   | 229    | 205    | 1,117  |
| Hollandia (NED)         | 7    | 2          | 3          | 8       | 9       | 0,889   | 218    | 181    | 1,204  |
| Dél-Korea (KOR)         | 6    | 1          | 4          | 3       | 12      | 0,250   | 142    | 212    | 0,670  |
| Algéria (ALG)           | 5    | 0          | 5          | 0       | 15      | 0,000   | 100    | 225    | 0,444  |

| 1992. július 26. 15:00 | Algéria (ALG)      | 0–3 | Egyesített Csapat (EUN) | Játékvezető: Peter Henry (CAN), Sun Tjan Hui (CHN) |
| 1992. július 26. 15:00 | (8–15, 7–15, 4–15) |     |                         | Játékvezető: Peter Henry (CAN), Sun Tjan Hui (CHN) |

| 1992. július 28. 10:30 | Kuba (CUB)         | 3–0 | Algéria (ALG) | Játékvezető: Francisco Fraile Estival (ESP), Jean-Francois Marty (FRA) |
| 1992. július 28. 10:30 | (15–4, 15–2, 15–3) |     |               | Játékvezető: Francisco Fraile Estival (ESP), Jean-Francois Marty (FRA) |

| 1992. július 30. 15:00 | Algéria (ALG)        | 0–3 | Dél-Korea (KOR) | Játékvezető: Umberto Suprani (ITA), Stoyan-Kostov Stoyanov (BUL) |
| 1992. július 30. 15:00 | (8–15, 11–15, 12–15) |     |                 | Játékvezető: Umberto Suprani (ITA), Stoyan-Kostov Stoyanov (BUL) |

| 1992. augusztus 1. 15:00 | Hollandia (NED)    | 3–0 | Algéria (ALG) | Játékvezető: Peter Henry (CAN), Francisco Fraile Estival (ESP) |
| 1992. augusztus 1. 15:00 | (15–2, 15–5, 15–4) |     |               | Játékvezető: Peter Henry (CAN), Francisco Fraile Estival (ESP) |

| 1992. augusztus 3. 17:30 | Algéria (ALG)       | 0–3 | Brazília (BRA) | Játékvezető: Umberto Suprani (ITA), Antonio Fernandez (ESP) |
| 1992. augusztus 3. 17:30 | (8–15, 13–15, 9–15) |     |                | Játékvezető: Umberto Suprani (ITA), Antonio Fernandez (ESP) |

A 11. helyért
| 1992. augusztus 5. 15:00 | Franciaország (FRA) | 3–0 | Algéria (ALG) | Játékvezető: Robert Clarke (USA), Jose Sanler Diaz (CUB) |
| 1992. augusztus 5. 15:00 | (15–4, 15–9, 15–9)  |     |               | Játékvezető: Robert Clarke (USA), Jose Sanler Diaz (CUB) |

| Csapat        | Helyezés |
| ------------- | -------- |
| Algéria (ALG) | 12.      |

## Súlyemelés
| Versenyző              | Versenyszám | Szakítás | Szakítás | Lökés    | Lökés    | Összesen | Helyezés |
| Versenyző              | Versenyszám | Eredmény | Helyezés | Eredmény | Helyezés | Összesen | Helyezés |
| ---------------------- | ----------- | -------- | -------- | -------- | -------- | -------- | -------- |
| Azzedine Basbas        | 60 kg       | 115,0    | 23.      | 150,0    | 15.      | 265,0    | 16.      |
| Abdel Manaane Yahiaoui | 67,5 kg     | 140,0    | 5.       | 175,0    | 4.       | 315,0    | 4.       |

## Úszás
Férfi
| Versenyző      | Versenyszám | Előfutam | Előfutam | Előfutam | Döntő   | Döntő   | Döntő   | Helyezés |
| Versenyző      | Versenyszám | Idő      | Hely.    | Össz.    | Típus   | Idő     | Hely.   | Helyezés |
| -------------- | ----------- | -------- | -------- | -------- | ------- | ------- | ------- | -------- |
| Abderzak Bella | 100 m mell  | 1:07,88  | 7.       | 46.      | kiesett | kiesett | kiesett | kiesett  |
| Abderzak Bella | 200 m mell  | 2:26,35  | 4.       | 42.      | kiesett | kiesett | kiesett | kiesett  |